# Romanas (Salamanca)
Romanas es una entidad de población española, hoy día despoblada, del municipio de Pelayos, perteneciente a la provincia de Salamanca, en la comunidad autónoma de Castilla y León.

## Demografía
En 2023, la entidad singular de población de Romanas tenía empadronados 0 habitantes.